# Virginijus Sinkevičius
Virginijus Sinkevičius (født 4. november 1990 i Vilnius) er en litauisk politiker som siden 2024 har været medlem af Europarlamentet. Han var fra 2019 til 2024 Europa-Kommissær for miljø, hav og fiskeri i Von der Leyen-kommissionen.
Før udnævnelsen til Europa-Kommissær var han medlem af det litauiske parlament, Seimas, fra 2016 til 2019. Sinkevičius var Litauens økonominister fra 28. november 2017 til 31. december 2018 og derefter økonomi- og innovationsminister frem til han blev Europa-Kommissær. Han blev valgt til EU-Parlamentet ved Europa-Parlamentsvalget 2024 og trak sig fra EU-kommissærposten pr. 16. juli 2024 for at indtræde i parlamentet. Hans opgaver i Europa-Kommissionen blev midlertidigt overtaget af Maroš Šefčovič.
Han er ikke medlem af et politisk parti, men blev stillet op til Seimas af centrum-højre partiet Lietuvos valstiečių ir žaliųjų sąjunga ("Litauens forbund for bønder og grønne").

## Uddannelse
Sinkevičius læste økonomi og internationale relationer 2009-2012 på Aberystwyth University i Wales og fik bachelorgrad. Han tog derefter en mastergrad i europæiske studier fra Maastricht Universitet i Holland 2012-2013.

## Erhvervskarriere
Fra 2012 til 2015 var Sinkevičius forfatter og redaktør på nyhedsportalen The Lithuanian Tribune. Han arbejdede ved Centre for European Policy Analysis (CEPA) i Washington, DC, USA 2013-2014 og for det litauiske postvæsen Lietuvos paštas i 2014. I 2015-2016 var han projektkoordinator for tildeling af koncession for litauiske lufthavne. I 2016 var han gruppeleder i den statslige organisation Invest Lithuania.

## Privatliv
Sinkevičius er gift og har et barn. Foruden litauisk taler han engelsk, russisk og polsk.